# ヤン・バーガース
ヨハネス（ヤン）・マルティヌス・バーガース（Johannes (Jan) Martinus Burgers、1895年1月13日 - 1981年6月7日）は、オランダの物理学者。兄弟に同じく物理学者のW. G. Burgersを持つ。ライデンでポール・エーレンフェストの下で学び、1918年にPhDを取得した。バーガース方程式、転位理論におけるバーガースベクトルや粘弾性におけるバーガース物質(Burgers material)といった功績がある。
1946年に国際理論応用力学連合(International Union of Theoretical and Applied Mechanics, IUTAM)を共同設立し、1946年から1952年まで事務総長を務めた。
1931年にオランダ王立芸術科学アカデミーの会員となり、1955年に外国会員となった。

## レファレンス
- Nieuwstadt, F.T.M.; Steketee, J.A., eds (1995). Selected Papers of J.M. Burgers. Kluwer Academic Publishers. ISBN 0-7923-3265-2